# High Street-Brooklyn Bridge (Eighth Avenue Line)
High Street-Brooklyn Bridge is een station van de metro van New York aan de Eighth Avenue Line in het stadsdeel Brooklyn. Het station is geopend in 1933. De lijnen  maken gebruik van dit station.
 ·  ·  ·  ·  ·  ·  ·  ·  · 